# الألعاب الأولمبية الصيفية 1992
دورة ألعاب الأولمبية الصيفية 1992 وهي النسخة الخامسة والعشرين من الألعاب الأولمبية الصيفية، أقيمت من 25 يوليو إلى 9 أغسطس في مدينة برشلونة الإسبانية، وهي المرة الأولى التي تغيب فيها مقاطعة بعض الدول في المشاركة من أولمبياد 1972 بسبب انتهاء الحرب الباردة. افتتح الدورة الملك خوان كارلوس الأول وردد القسم الرياضي لاعب الشراع لويس دوريستي بلانكو وأدى القسم الرسمي لاعبة كرة الماء أوجيني اسينسيو أما تعويذة البطولة فكان الكلب كوبي.

## ترشيحات الاستضافة
منحت اللجنة الأولمبية الدولية مدينة برشلونة حق استضافة اولمبياد 1992 في مؤتمرها الحادي والتسعين الذي انعقد في لوزان بسويسرا في 17 أكتوبر 1986، بعد تقدمها في الجولة الأخيرة من الاقتراع على باريس وبلغراد وبريزبن، وخرجت المدن الأخرى التي تقدمت بملفات ترشح من الأدوار الأولى للتصويت وهي برمنغهام وأمستردام. ونالت فرنسا في نفس اليوم حق استضافة الألعاب الأولمبية الشتوية لسنة 1992 في ألبيرفيل.
| المدينة  | اللجنة الأولمبية | الجولة الأولى | الجولة الثانية | الجولة الثالثة |
| برشلونة  | إسبانيا          | 29            | 37             | 47             |
| باريس    | فرنسا            | 19            | 20             | 23             |
| بريزبن   | أستراليا         | 11            | 9              | 10             |
| بلغراد   | يوغوسلافيا       | 13            | 11             | 5              |
| برمنغهام | بريطانيا العظمى  | 8             | 8              | —              |
| أمستردام | هولندا           | 5             | —              | —              |

## الميداليات الممنوحة
تضمن برنامج دورة الألعاب الأوليمبية الصيفية لعام 1992 256 حدثًا في الرياضات الخمس والعشرين التالية:
| \| - الرياضات المائية - الغطس (4) - السباحة (31) - السباحة المتزامنة (2) - كرة الماء (1) - الرماية (4) - ألعاب القوى (43) - تنس الريشة (4) - البيسبول (1) - كرة السلة (2) \| - ملاكمة (12) - التجديف بالقوارب - سباق السرعة (12) - سباق التعرج (4) - ركوب الدراجات - طريق (3) - مسار (7) - الفروسية - ترويض الخيل(2) - الفروسية(2) - القفز على الحواجز(2) \| - سياج (8) - الهوكي (2) - كرة القدم (1) - الجمباز - الفنون (14) - الإيقاعية (1) - كرة اليد (2) - الجودو (14) - الرياضة الحديثة الخماسي (2) - التجديف (14) \| - الإبحار (10) - الرماية (13) - تنس الطاولة (4) - التنس (4) - الكرة الطائرة (2) - رفع الأثقال (10) - مصارعة - الأسلوب الحر (10) - اليونانية الرومانية (10) \| | | | |
| - الرياضات المائية - الغطس (4) - السباحة (31) - السباحة المتزامنة (2) - كرة الماء (1) - الرماية (4) - ألعاب القوى (43) - تنس الريشة (4) - البيسبول (1) - كرة السلة (2) | - ملاكمة (12) - التجديف بالقوارب - سباق السرعة (12) - سباق التعرج (4) - ركوب الدراجات - طريق (3) - مسار (7) - الفروسية - ترويض الخيل(2) - الفروسية(2) - القفز على الحواجز(2) | - سياج (8) - الهوكي (2) - كرة القدم (1) - الجمباز - الفنون (14) - الإيقاعية (1) - كرة اليد (2) - الجودو (14) - الرياضة الحديثة الخماسي (2) - التجديف (14) | - الإبحار (10) - الرماية (13) - تنس الطاولة (4) - التنس (4) - الكرة الطائرة (2) - رفع الأثقال (10) - مصارعة - الأسلوب الحر (10) - اليونانية الرومانية (10) |

### الرياضات الاستعراضية
- كرة القدم الباسكية  (تفاصيل)
- هوكي الأسطوانات (رباعي) (1)
- تايكواندو  (تفاصيل)

## الدول المشاركة
شاركت في الدورة الأولمبية 169 دولة، وهو عدد الدول الأعضاء في اللجنة الأولمبية الدولية ذلك الوقت، باستثناء أفغانستان.
عرفت أولمبياد برشلونة مشاركة واسعة وكبيرة في وقت كانت الساحة الدولية تشهد تغييرات سياسية كبيرة جراء تفكك الاتحاد السوفياتي وتشيكوسلوفاكيا ويوغوسلافيا وانهيار جدار برلين وانتهاء سياسة الفصل العنصري في جنوب أفريقيا، نتج عن تلك التغييرات مشاركات استثنائية في التاريخ الأولمبي, حيث ظهرت دول جديدة واعترفت اللجنة الأولمبية الدولية باللجان الوطنية لدول استونيا ولاتفيا وليتوانيا سنة 1991 وأرسلت هذه الدول بعثات مستقلة فيما نالت سائر الدول الأخرى الجديدة الاعتراف الدولي بلجانها الأولمبية الأهلية في 9 مارس 1992، ولم تشارك كدول مستقلة، بل شاركت في وفد عرف باسم الفريق الموحد.
وبسبب منع الأمم المتحدة ليوغوسلافيا من المشاركة في الأولمبياد، اقترحت اللجنة الأولمبية الدولية على صربيا المشاركة كدولة مستقلة مع اعتمادها النشيد الأولمبي كنشيد رسمي, كما شاركت كل من كرواتيا وسلوفينيا والبوسنة والهرسك المنبثقة عن تفكك يوغوسلافيا. وشهدت ألمانيا تغييرات جذرية بعودتها دولة موحدة إثر إزالة جدار برلين, فشاركت للمرة الأولى تحت اسم ألمانيا منذ سنة 1952.
ومع زوال التمييز العنصري تدريجيا في جنوب أفريقيا، اشترطت اللجنة الأولمبية الدولية إنهاء ذلك التمييز في الرياضة، وتم الاعتراف باللجنة الأولمبية الجنوب أفريقية في 9 يوليو 1991, وبالرغم من جريمة قتل عنصرية ذهب ضحيتها خمس وأربعين شخصاً من العرق الأسود في جوهانسبورغ ذلك العام أصر الجنوب أفريقيون على إرسال وفد للدورة الأولمبية في برشلونة يضم العرقين الأبيض والأسود لتسجل جنوب أفريقيا أول مشاركة بعد غياب ثلاثة عقود قريبا.
| - ألبانيا (8) - الجزائر (38) - ساموا الأمريكية (3) - أندورا (8) - أنغولا (39) - أنتيغوا وباربودا (13) - الأرجنتين (107) - أروبا (5) - أستراليا (295) - النمسا (107) - جزر البهاما (15) - البحرين (13) - بنغلاديش (6) - باربادوس (17) - بلجيكا (68) - بليز (10) - بنين (6) - برمودا (20) - بوتان (6) - بوليفيا (14) - البوسنة والهرسك (10) - بوتسوانا (6) - البرازيل (195) - جزر العذراء البريطانية (4) - بلغاريا (139) - بوركينا فاسو (4) - الكاميرون (11) - كندا (304) - جزر كايمان (10) - جمهورية إفريقيا الوسطى (16) - تشاد (7) - تشيلي (14) - الصين (246) - كولومبيا (51) - جمهورية الكونغو (7) - جزر كوك (2) - كوستاريكا (16) - ساحل العاج (13) - كرواتيا (41) - كوبا (187) - قبرص (17) - تشيكوسلوفاكيا (209) | - الدنمارك (117) - جيبوتي (8) - جمهورية الدومينيكان (32) - الإكوادور (13) - مصر (83) - السلفادور (4) - غينيا الاستوائية (7) - إستونيا (37) - إثيوبيا (23) - فيجي (19) - فنلندا (89) - فرنسا (376) - الغابون (8) - غامبيا (5) - ألمانيا (486) - غانا (37) - بريطانيا العظمى (376) - اليونان (72) - غرينادا (4) - غوام (22) - غواتيمالا (14) - غينيا (8) - غيانا (6) - هايتي (7) - هندوراس (10) - هونغ كونغ (38) - المجر (222) - آيسلندا (29) - الهند (53) - إندونيسيا (47) - إيران (40) - العراق (9) - جزيرة أيرلندا (58) - إسرائيل (31) - إيطاليا (323) - جامايكا (36) - اليابان (272) - الأردن (7) - كينيا (51) - كوريا الشمالية (64) - كوريا الجنوبية (244) - الكويت (36) | - لاوس (6) - لاتفيا (34) - لبنان (13) - ليسوتو (6) - ليبيا (6) - ليختنشتاين (7) - ليتوانيا (47) - لوكسمبورغ (6) - مدغشقر (14) - مالاوي (4) - ماليزيا (28) - المالديف (7) - مالي (5) - مالطا (7) - موريتانيا (6) - موريشيوس (13) - المكسيك (134) - موناكو (2) - منغوليا (33) - المغرب (53) - موزمبيق (6) - مينمار (4) - ناميبيا (6) - نيبال (5) - هولندا (215) - جزر الأنتيل الهولندية (4) - نيوزيلندا (137) - نيكاراغوا (8) - النيجر (3) - نيجيريا (57) - النرويج (85) - سلطنة عمان (5) - باكستان (27) - بنما (5) - بابوا غينيا الجديدة (13) - باراغواي (30) - بيرو (16) - الفلبين (34) - بولندا (205) - البرتغال (100) - بورتوريكو (75) - قطر (31) | - رومانيا (176) - رواندا في الألعاب الأولمبية الصيفية 1992 ‏ (10) - سانت فينسنت والغرينادين (6) - ساموا (5) - سان مارينو (17) - السعودية (9) - السنغال (21) - سيشل (11) - سيراليون (11) - سنغافورة (14) - سلوفينيا (35) - جزر سليمان (1) - جنوب إفريقيا (94) - إسبانيا (489) - سريلانكا (11) - السودان (6) - سورينام (6) - إسواتيني (6) - السويد (192) - سويسرا (114) - سوريا (10) - تايبيه الصينية (37) - تنزانيا (9) - تايلاند (47) - توغو (6) - تونغا (5) - ترينيداد وتوباغو (7) - تونس (14) - تركيا (47) - أوغندا (8) - الفريق الموحد (475) - الإمارات العربية المتحدة (14) - الولايات المتحدة (578) - الأوروغواي (23) - فانواتو (6) - فنزويلا (37) - فيتنام (7) - جزر العذراء (24) - اليمن (13) - زائير (20) - زامبيا (9) - زيمبابوي (19) |

## ترتيب الميداليات
الدولة المضيفة (إسبانيا)
| الترتيب | منتخب            | ذهبية | فضية | برونزية | المجموع |
| ------- | ---------------- | ----- | ---- | ------- | ------- |
| 1       | الفريق الموحد    | 45    | 38   | 29      | 112     |
| 2       | الولايات المتحدة | 37    | 34   | 37      | 108     |
| 3       | ألمانيا          | 33    | 21   | 28      | 82      |
| 4       | الصين            | 16    | 22   | 16      | 54      |
| 5       | كوبا             | 14    | 6    | 11      | 31      |
| 6       | إسبانيا          | 13    | 7    | 2       | 22      |
| 7       | كوريا الجنوبية   | 12    | 5    | 12      | 29      |
| 8       | المجر            | 11    | 12   | 7       | 30      |
| 9       | فرنسا            | 8     | 5    | 16      | 29      |
| 10      | أستراليا         | 7     | 9    | 11      | 27      |

### الإنجازات العربية
| الميدالية | اسم           | الرياضة     | الحدث      |
| --------- | ------------- | ----------- | ---------- |
| ذهبية     | خالد سكاح     | ألعاب القوى | 10000 متر  |
| ذهبية     | حسيبة بولمرقة | ألعاب القوى | 1500 متر   |
| فضية      | رشيد البصير   | ألعاب القوى | 1500 متر   |
| برونزية   | محمد سليمان   | ألعاب القوى | 1500 متر   |
| برونزية   | حسين سلطاني   | الملاكمة    | وزن الريشة |
| برونزية   | محمد عشيق     | الملاكمة    | وزن الديك  |

## أبرز الأحداث

### فريق الأحلام
كانت كرة السلة أبرز أحداث أولمبياد برشلونة بعد أن سمح للمحترفين بالمشاركة، فسابقا كانت تقتصر المشاركة على لاعبين من دوري الجامعات الأميركي أو من آخرين يلعبون في أوروبا، فكان وفد الولايات المتحدة فريقاً محترفاُ ضم نجوم تلك الحقبة, مثل باتريك ايوينغ وشارلز باركلي، واستطاع هذا الفريق سحق منافسيه بسهولة بمعدل فارق بلغ 32 نقطة في ثماني مباريات وتغلب الأميركيون في النهائي على كرواتيا 117-85، وصنفته الصحافة الرياضية كأعظم فريق كرة سلة في تاريخ الدورات الأولمبية.

## وصلات خارجية
- مؤسسة أولمبياد برشلونة 1992